# Tigres bálticos

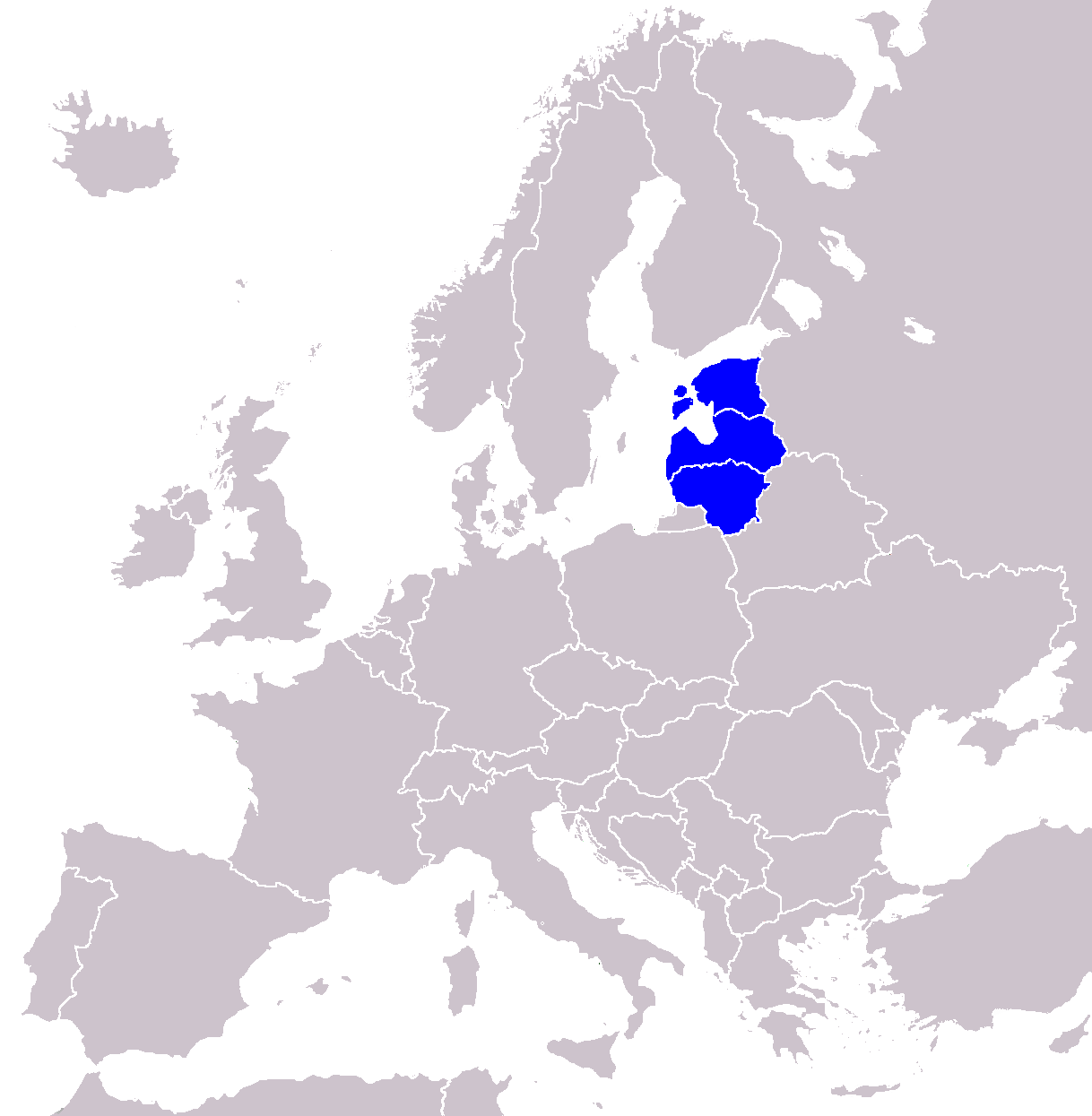
Mapa que destaca a localização dos três Tigres bálticos na Europa.

Tigres bálticos é um termo usado para referir-se aos três países bálticos – Estônia, Letônia e Lituânia – durante seus períodos de grande desenvolvimento econômico, que teve início após 2000 e continua até os dias atuais. O termo é baseado nos Tigres asiáticos e Tigre celta, que foram usados para descrever o período de grande desenvolvimento econômico de partes da Ásia Oriental e da República da Irlanda, respetivamente.
Depois de 2000, as economias dos Tigres bálticos implementaram importantes reformas e liberalizações, que, juntamente com seus salários razoavelmente baixos e força de trabalho qualificada, atraíram grandes quantias de investimento estrangeiro e crescimento econômico. Entre 2000 e 2004, os Tigres bálticos tiveram as mais altas taxas de crescimento econômico da Europa, e isto continuou em 2005. Em 2004, por exemplo, o produto interno bruto da Estônia cresceu 7,8%, enquanto que o da Letônia cresceu 8,5% e o da Lituânia 7,3%. Em 2005 o crescimento econômico teve uma maior aceleração, alcançando 10,2% na Letônia, 10,5% na Estônia e 7,6% na Lituânia. Todos os três países em fevereiro de 2006 viram suas taxas de desemprego caírem abaixo da média da União Europeia. Além disso, a Estônia está entre as dez economias mais liberais do mundo e em 2006 deixou de ser classificada, pelo Banco Mundial, como uma economia de renda média para uma de alta. Todos os três países são membros da União Europeia desde maio de 2004, e todos os três estão com a intenção de adotar o Euro por volta de 2010.
As economias bálticas estão previstas para continuarem a crescer a uma alta taxa anual de 5-10% até pelo menos 2010. Na década 2000-2010, é esperado que o PIB cresça muito rapidamente, semelhante ao que aconteceu na Irlanda durante seu grande crescimento econômico na década de 1990. Enquanto seu PIB per capita esteja atualmente em torno de 60-75% da média da União Europeia, é esperado que essa média seja alcançada num futuro próximo se for considerado que em 1999, a Letônia e a Lituânia tinham um PIB per capita de apenas 25% da média da UE.

## Estatísticas

### Taxa de crescimento anual do PIB
|                                                              | 2000 | 2001 | 2002 | 2003  | 2004 | 2005  | 2006  | 2007 (e) | 2008 (e) | Total de crescimento real (2000-2008) |
| ------------------------------------------------------------ | ---- | ---- | ---- | ----- | ---- | ----- | ----- | -------- | -------- | ------------------------------------- |
| Estônia                                                      | 7.9% | 7.7% | 8.0% | 7.1%  | 8.1% | 10.5% | 11.4% | 9.9%     | 7.9%     | 112.1%                                |
| Letônia                                                      | 6.9% | 8.0% | 6.4% | 7.5%  | 8.5% | 10.2% | 11.9% | 10.5%    | 7.0%     | 108.9%                                |
| Lituânia                                                     | 4.1% | 6.6% | 6.9% | 10.3% | 7.3% | 7.6%  | 7.5%  | 7.0%     | 6.5%     | 85.0%                                 |
| e - valores esperados Dados do Fundo Monetário Internacional |      |      |      |       |      |       |       |          |          |                                       |

### PIB per capita
Em dólar internacional, na paridade do poder de compra (PPC).
|                                        | 2000  | 2001   | 2002   | 2003   | 2004   | 2005   | 2006   | 2007   | 2008   |
| -------------------------------------- | ----- | ------ | ------ | ------ | ------ | ------ | ------ | ------ | ------ |
| Estônia                                | 9,745 | 10,663 | 11,684 | 12,779 | 14,221 | 16,126 | 18,215 | 20,115 | 21,999 |
| Letônia                                | 7,889 | 8,777  | 9,583  | 10,555 | 11,855 | 13,540 | 15,549 | 17,364 | 18,976 |
| Lituânia                               | 8,730 | 9,583  | 10,443 | 11,830 | 13,078 | 14,567 | 15,858 | 16,863 | 17,893 |
| Dados do Fundo Monetário Internacional |       |        |        |        |        |        |        |        |        |